# Nick Taylor
Nick Taylor es un jugador de baloncesto en silla de ruedas australiano. Compitió en los Juegos Paralímpicos de verano de 2008 jugando para el equipo nacional masculino de baloncesto en silla de ruedas de Sudáfrica y posteriormente representó a Australia en los Juegos Paralímpicos de Verano de 2012 en la misma disciplina, siendo parte del equipo masculino ganador de la medalla de plata.

## Biografía
Taylor nació el 18 de enero de 1980 en Sudáfrica. Quedó parapléjico como resultado de un accidente automovilístico cuando tenía dieciocho años. Asistió a la universidad en Ciudad del Cabo y a la Universidad de Texas. En 2005, se mudó a Illawarra, Nueva Gales del Sur, participando en una prueba de surf ese año. En 2012, vivió en Towradgi, Nueva Gales del Sur.

## Carrera deportiva

### Baloncesto
Al crecer, jugó baloncesto, participando en el equipo nacional juvenil de baloncesto de Sudáfrica. También jugó para el equipo representativo de Natal y estaba programado para jugar en el Campeonato Nacional Sudafricano Sub-19 de 1998, pero estuvo involucrado en un grave accidente automovilístico el día antes de la competencia.

### Baloncesto adaptado

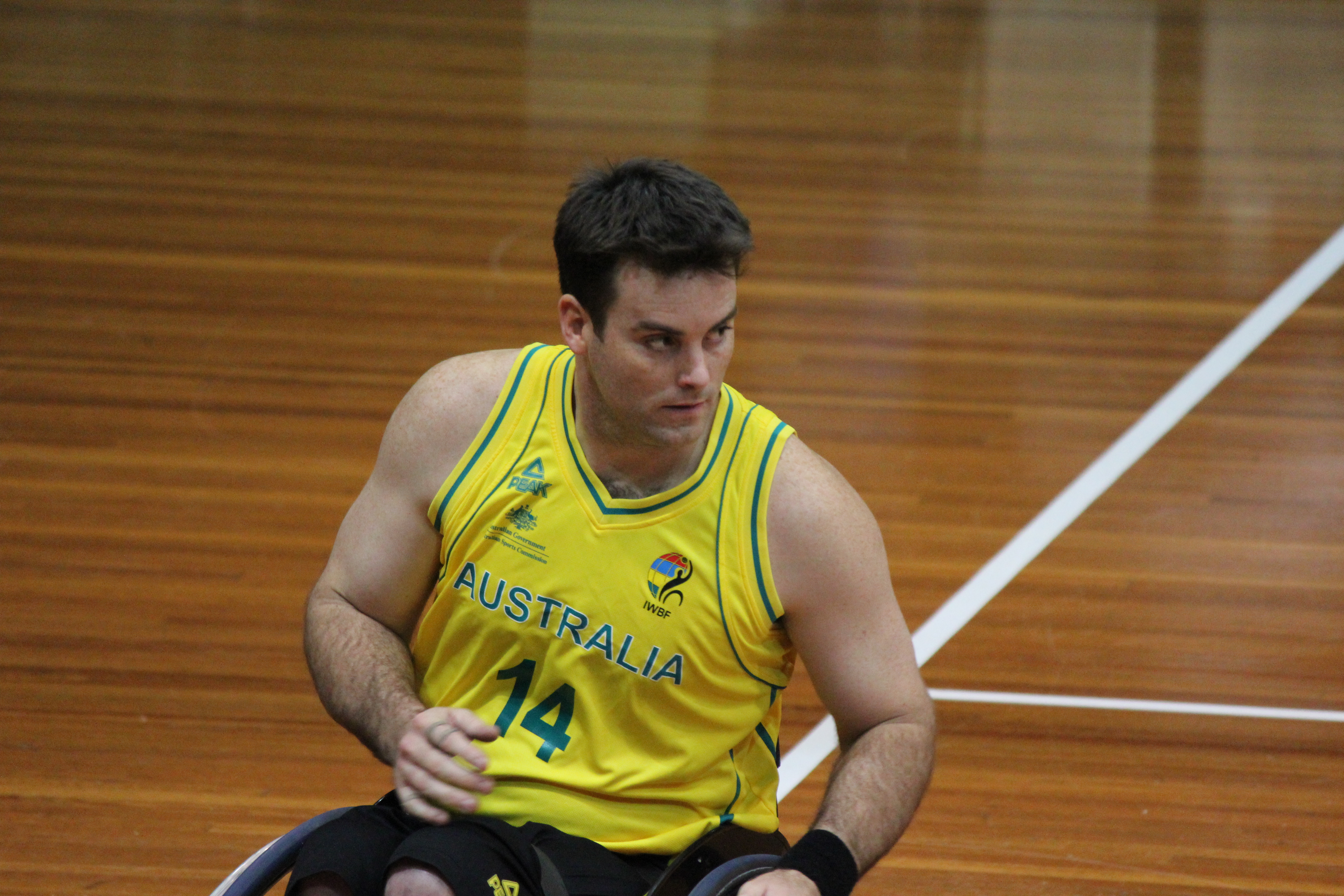
Taylor durante un juego en Sídney

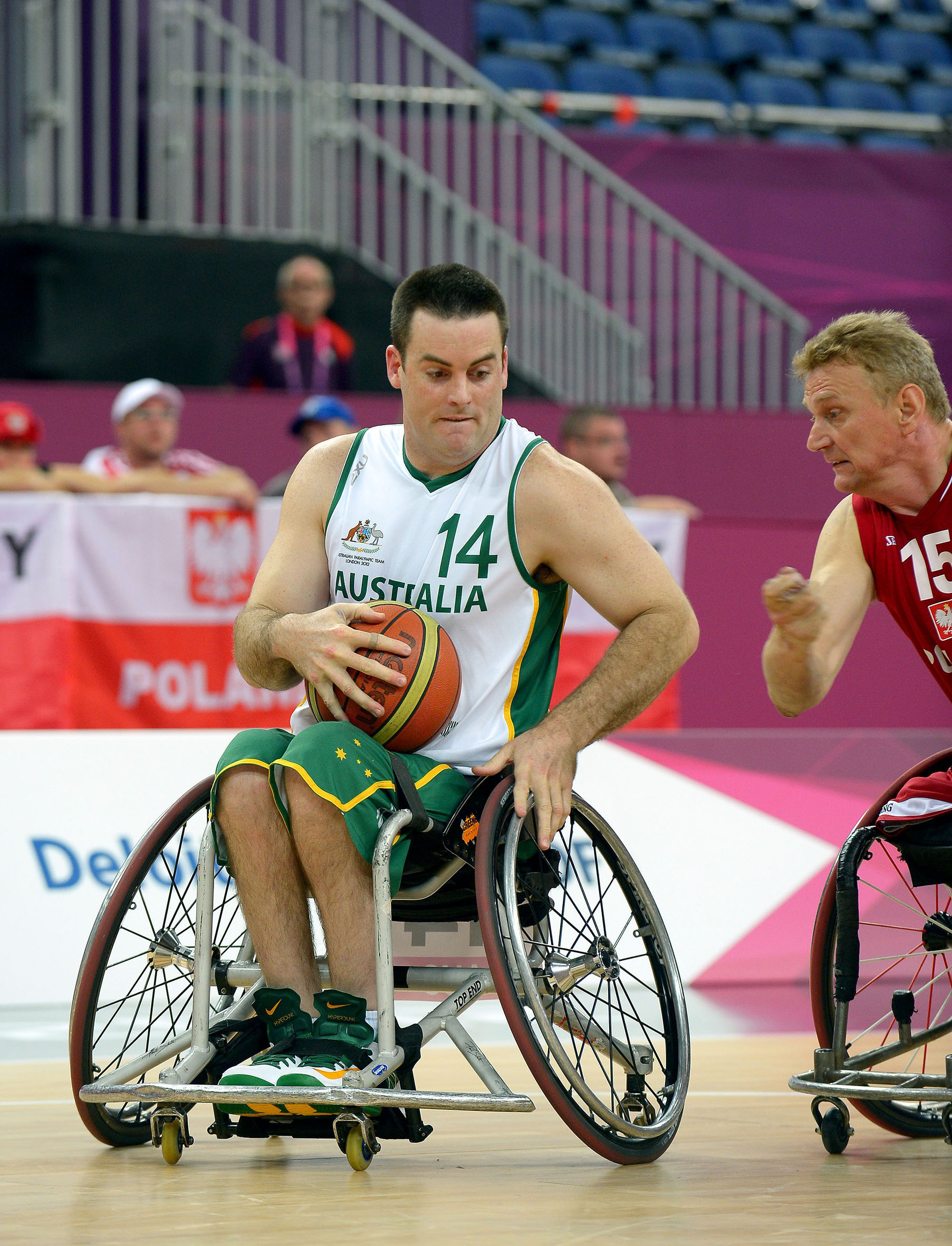
Taylor en los Juegos Paralímpicos de Londres 2012

Es un jugador de baloncesto en silla de ruedas, jugando en la posición de escolta. Comenzó a practicar baloncesto adaptado en 2002. Obtuvo el Trofeo Frank Ponta en 2010.  
Jugó baloncesto en silla de ruedas para la Universidad de Texas en 2002 junto a su futuro compañero del equipo nacional australiano Brad Ness.
Jugó para los Wollongong Roller Hawks en 2005. En 2012, todavía estaba con los Roller Hawks, ganadores de la Liga Nacional de Baloncesto en Silla de Ruedas ese año. En la semifinal que ganó su equipo por 75-59 sobre los Wentley Wheelcats, anotó catorce puntos. En la Gran Final, anotó catorce puntos en un partido que se jugó ante una multitud de 500 personas.
Taylor entró por primera vez en el equipo nacional australiano en 2009, haciendo su debut en el Rollers & Gliders World Challenge. Fue seleccionado para representar a Australia en los Juegos Paralímpicos de Verano de 2012 en baloncesto en silla de ruedas.
 Al entrar en los Juegos Paralímpicos de Londres, su equipo ocupaba el puesto número uno del mundo. Tuvo que ganarse su lugar ya que catorce hombres habían estado compitiendo por estar en el equipo.
En los Juegos de 2012 formó parte del equipo australiano masculino en silla de ruedas que ganó la medalla de plata. Fue miembro del equipo Rollers ganador de la medalla de oro en el Campeonato Mundial de Baloncesto en Silla de Ruedas del 2014.